# Гринички парк
Гринички парк (енгл. Greenwich Park) је некадшњи ловачки парк, а данас највећа парковска површина у лондонском насељу Гриничу (Уједињено Краљевство), под управом Лондонских краљевских паркова (енгл. Royal Parks of London). Површина парка је 74 ha (180 а).
Парк као део Приморског Гринича налази се на листи светске баштине. У централном делу парка налази се чувена Гриничка опсерваторија.
Током Летњих олимпијских игара 2012. у Гриничком парку су се одржавала такмичења у коњичком спорту и неке дисциплине модерног петобоја.
Из Гриничког парка се пружа леп поглед на реку Темзу, Псеће острво и лондонски Сити.
За пешаке парк се отвара сваки дан у 6 часова, док је промет возилима дозвољен након 7 часова.

## Историја
Првобитно имање на месту данашњег парка, површине од око 81 ха било је у поседу опатије Светог Петра на Генту, али је 1427. враћено тадашњем краљу Хенрију VI Ланкастеру који га је поклонио свом ујаку војводи Хемфрију од Ланкастера. Војвода је на обали саградио кућу, осматрачницу на узвишењу и малени замак (Гринички дворац). Кућа је већ 1447. прерасла у палату (енгл. Palace of Placentia) а касније је један њен део посто Краљичина кућа (енгл. Queen's House) док је други део прерастао у болницу. У време владавине Чарлса II Стјуарта (1675) Гринички замак (тада у рушевинама) је прерастао у Гриничку опсерваторију. 
Током 15. века парк је био доста запуштен и углавном су га користили соколари. Већ век касније краљ Хенри VIII Тјудор је наредио да се парк насели јеленима и претвори у ловиште. Занимљиво је да и данас у југоисточном делу парка обитава мање крдо јелена. По налогу краља Џејмса I цео парк је ограђен оградом од печене цигле дугачком 3 км, а већином та ограда представља и данашње границе парка. Парк је у 17. веку највероватније преуредио у то доба најпознатији пејзажни архитекта Андре ле Нотр. Већ у наредном веку парк је по први пут отворен за јавне посете обичних грађана а убзо је узвишење северно од опсерваторије постало омиљено излетничко место околног становништва.

## Географија парка
Парк је правугаоног облика, димензија 1.000х750 метара и са дуже стране је оријентисан у правцу север-северозапад југ-југоисток. Његова геодезијска ознака у Лондону је TQ390772.
Нижи део парка лежи уз Темзу, а након благог успона прелази се у равнији део.

## Спорт
За време Летњих олимпијских игара 2012. у Гриничком парку ће се одржавати олимпијска такмичења у коњичком спорту, те тркачка и коњичка деоница модерног петобоја.

## Галерија
- Стабло кестена је једна од најстаријих биљних формација у парку.
- Ружичњак
- Стаза за џогирање и бициклизам.
- Споменик генералу Џејмсу Вулфу
- Краљевска Гриничка опсерваторија